# San Juan de Guadalupe (Messico)
San Juan de Guadalupe è un comune del Messico, situato nello stato di Durango, il cui capoluogo è la località omonima.